# Boris Vildé

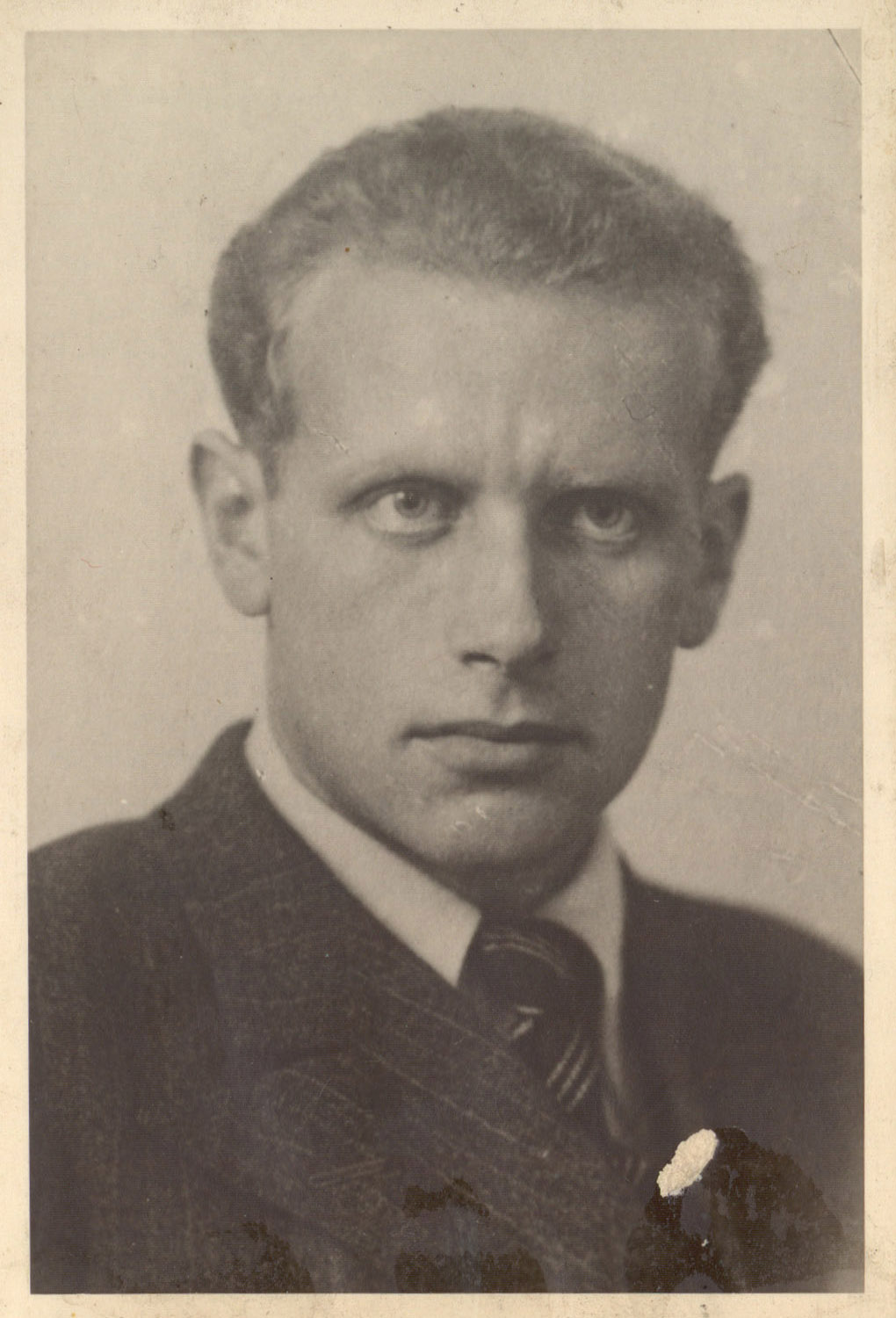
Boris Vildé

Boris Vildé (* 25. Junijul. / 8. Juli 1908greg. in Sankt Petersburg als Boris Wladimirowitsch Wilde; † 23. Februar 1942 im Fort Mont Valérien in Suresnes, Département Seine)  war ein russisch-französischer Ethnologe, Linguist und Widerstandskämpfer in der Résistance.

## Leben

### Vorkriegsjahre
Boris Vilde wurde in einer russisch-orthodoxen Familie geboren. Nach der bolschewistischen Machtergreifung in Russland emigrierte er 1919 mit seiner Mutter, Schwester und Tante nach Estland. Die Familie lebte in Tartu (deutsch und schwedisch: Dorpat), wo er 1926 das russischsprachige Gymnasium absolvierte. Valmar Adams zufolge habe Vilde als ein junger Mann und Bohème, der auf Russisch Gedichte schrieb, versucht, über den Peipussee in die Sowjetunion zurückzukehren, was ihm aber misslang. Er studierte an der Universität Tartu. Von 1930 bis 1932 weilte er erst in Lettland und danach in Berlin, Deutschland. Vilde kam im Sommer 1932 als Spezialist für die Bewohner der Arktis am Musée de l’Homme nach Paris und wurde 1936 nach Frankreich eingebürgert. 

### Widerstandsbewegung
Unmittelbar nach der 1940 erfolgten Besetzung Frankreichs durch die Wehrmacht begann er an seinem Arbeitsplatz Mitglieder für eine Widerstandsbewegung zu rekrutieren. Später weitete er diese Anwerbungen aus.
Vildé und sein gegründetes Untergrundnetz sammelten Informationen über deutsche Stellungen, beispielsweise Luftabwehrstellungen bei Straßburg oder U-Boot-Bunker in Saint-Nazaire, die sie über Mittelsmänner an London weiterreichten. Des Weiteren waren sie als Fluchthelfer tätig und publizierten eine Untergrundzeitung namens Résistance.
Boris Vildé wurde am 26. März 1941, gegen 15 Uhr auf der Place Pigalle von vier Männern der Gestapo verhaftet und abgeführt. 11 Monate später, am 23. Februar 1942, wurden Vildé und sechs weitere Widerstandskämpfer in der Festung Mont Valérien erschossen.
Das Tagebuch Vildés, das er während seiner Gefangenschaft geführt hatte, übergaben die Deutschen seiner Frau.

„Es gab eine Zeit in meinem Leben, da ich bereit war zum Selbstmord bloß aus Neugier auf den Tod und auf das, was danach kommt. Nun habe ich es nicht mehr so eilig, denn ich weiß, dass der Tod mich erwartet.“